# Entomophthora
Ентомофтора (Entomophthora) — рід грибів родини ентомофторових (Entomophthoraceae). Назва вперше опублікована 1856 року.
Види цього роду паразитують на мухах та інших двокрилих комахах. При попаданні в організм хазяїна грибний збудник починає проникати в клітини тіла і контролювати господарів, що, в свою чергу, призводить до смерті.  Entomophthora muscae належить до так називаємих зомбі-грибів, що управляють поведінкою комах. Як тільки господар наближається до смерті, як правило, на заході сонця, приречені мухи змінюють поведінку: вони піднімаються на високе місце і піднімають крила в характерній позі, перш ніж померти. Потім з живота мертвого господаря виходять грибкові структури, які називаються конідіофорами. Після дозрівання конідіофори викидають крихітні білі спори, які розпорошуються на навколишню територію та заражають нових жертв.

## Галерея

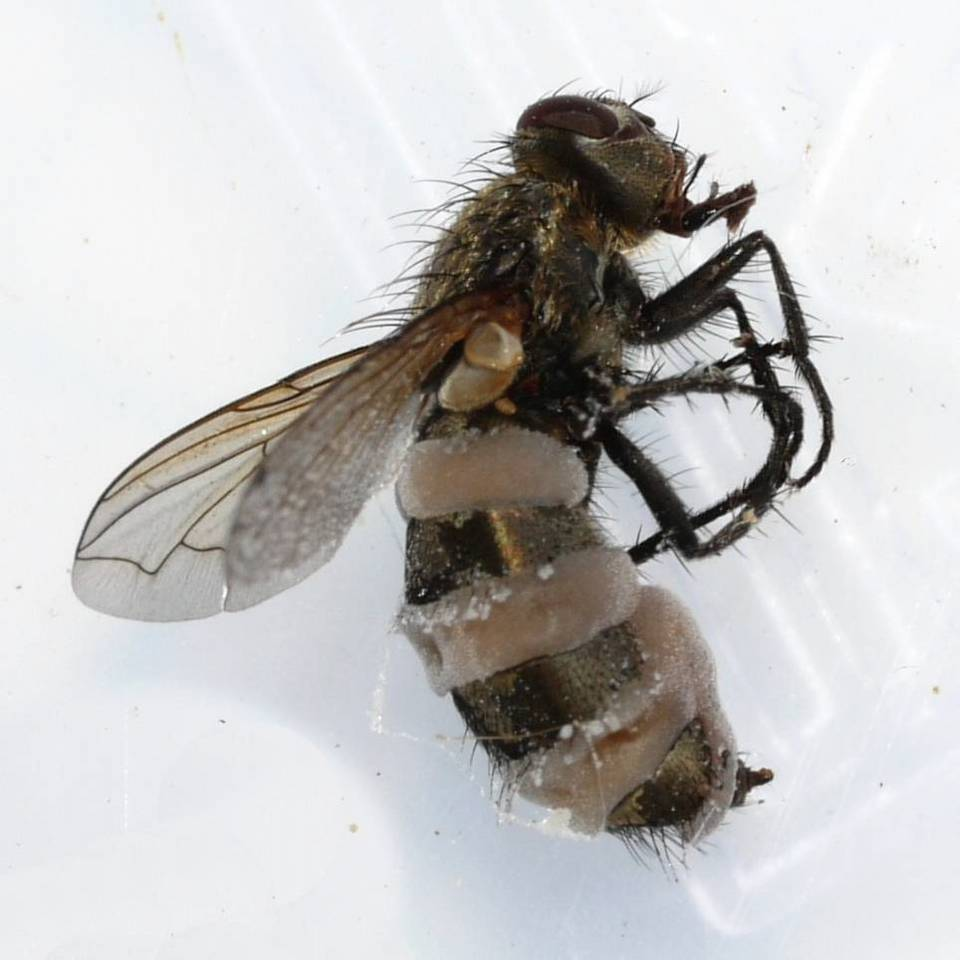
Загибель мухи внаслідок вторгнення гриба
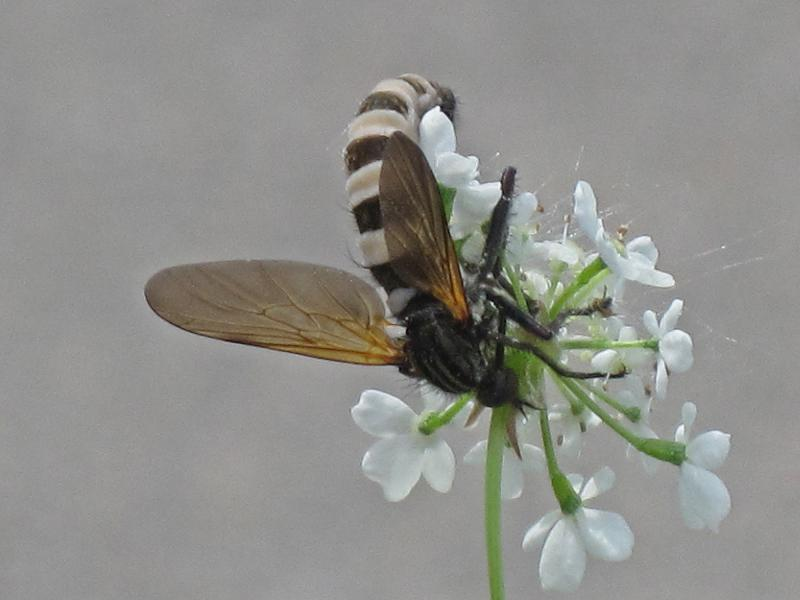
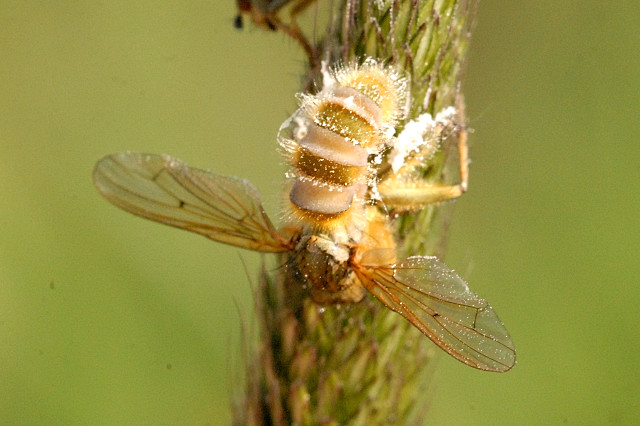
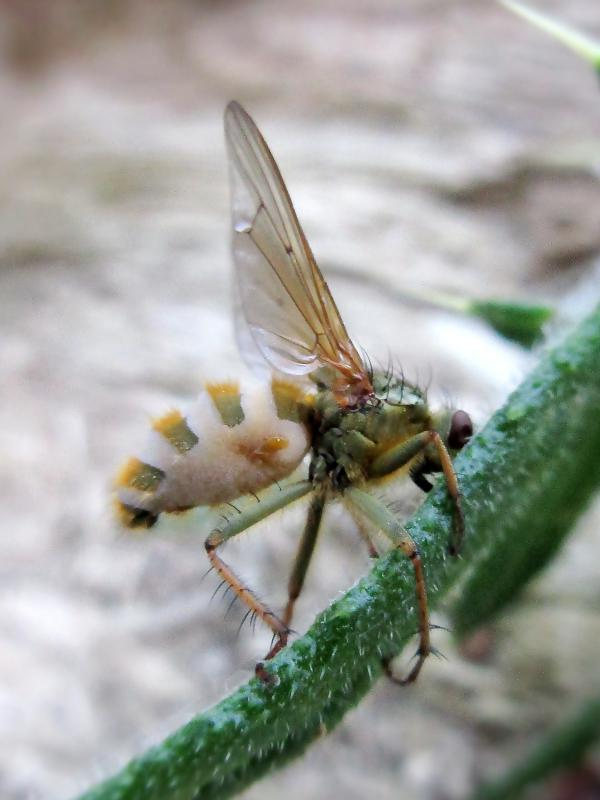

## Види
База даних Species Fungorum станом на 8.10.2019 налічує 54 види з роду Entomophthora:
- Entomophthora aphrophorae
- Entomophthora arrenoctona
- Entomophthora bereshkovaeana
- Entomophthora blissi
- Entomophthora brevinucleata
- Entomophthora bullata
- Entomophthora byfordii
- Entomophthora calliphorae
- Entomophthora chromaphidis
- Entomophthora cimbicis
- Entomophthora cleoni
- Entomophthora coleopterorum
- Entomophthora colorata
- Entomophthora culicis
- Entomophthora destruens
- Entomophthora dissolvens
- Entomophthora egressa
- Entomophthora erupta
- Entomophthora exitialis
- Entomophthora ferdinandii
- Entomophthora fumosa
- Entomophthora grandis
- Entomophthora helvetica
- Entomophthora hylemyiae
- Entomophthora inexpectata
- Entomophthora israelensis
- Entomophthora jassi
- Entomophthora lauxaniae
- Entomophthora leyteensis
- Entomophthora muscae
- Entomophthora oehrensiana
- Entomophthora pelliculosa
- Entomophthora philippinensis
- Entomophthora phryganeae
- Entomophthora planchoniana
- Entomophthora plusiae
- Entomophthora pooreana
- Entomophthora pseudococci
- Entomophthora punctata
- Entomophthora pustulata
- Entomophthora pyralidarum
- Entomophthora reticulata
- Entomophthora richteri
- Entomophthora rivularis
- Entomophthora scatophaga
- Entomophthora schizophorae
- Entomophthora schroeteri
- Entomophthora simulii
- Entomophthora sphaerosperma
- Entomophthora staritzii
- Entomophthora syrphi
- Entomophthora thripidum
- Entomophthora trinucleata
- Entomophthora weberi